# Sarai Walker
Pour les articles homonymes, voir Walker.
Sarai Walker est l'autrice du roman (In)visible (Dietland), publié en 2017 dans la collection Série noire des éditions Gallimard, qui a fait l'objet d'une adaptation en série télévisée. 
Elle a publié des articles dans le New York Times, le Washington Post, et le Guardian notamment. Diplômée en creative writing[Quoi ?] et en anglais à l'université de Londres, elle donne des conférences sur le féminisme et l'image du corps[réf. nécessaire].

## Œuvre
- 2016 : Dietland, Atlantic Books  (ISBN 978-1-78-239929-2). (In)visible, trad. Alexandre Guégan, éditions Gallimard, collection Série noire, 2017  (ISBN 978-2-07-014741-0), 368 p.
- 2022 : The Cherry Robbers, Harper Books  (ISBN 978-0-35-825187-3). Les Voleurs d'innocence, trad. Janique Jouin-de Laurens, éditions Gallmeister, collection Fiction, 2023  (ISBN 978-2-35178-287-3), 624 p.